# Hekatej Milećanin
Hekatej Milećanin (grč. Ἑκαταῖος, oko 550. – 476. pr. Kr.), starogrčki povjesničar i zemljopisac. Rođen je u jonskom polisu Miletu gdje je obnašao visoke političke dužnosti s obzirom na to da je bio iz bogate i utjecajne obitelji. Kada je vladar Aristagora sazvao vijeće Jonjana na kojem se raspravljalo o ustanku protiv perzijske vlasti, Hekatej je bio jedan od glavnih protivnika pobune. Nakon što su Grci poraženi u Jonskom ustanku, poslan je kao veleposlanik kod perzijskog satrapa Artaferna u Sard da sklopi mirovni ugovor. Hekatej je ostao upamćen kao jedan od prvih grčkih povjesničara, po spominjanju Kelta u svojim djelima, te izradi jednog od najstarijih grčkih zemljovida svijeta (poboljšana i dopunjena verzija Anaksimandarovog zemljovida).

## Djela
- Opis Zemlje
- Genealogija

## Vanjske poveznice
- LZMK: Hekatej Milećanin